# Thank You (filme)

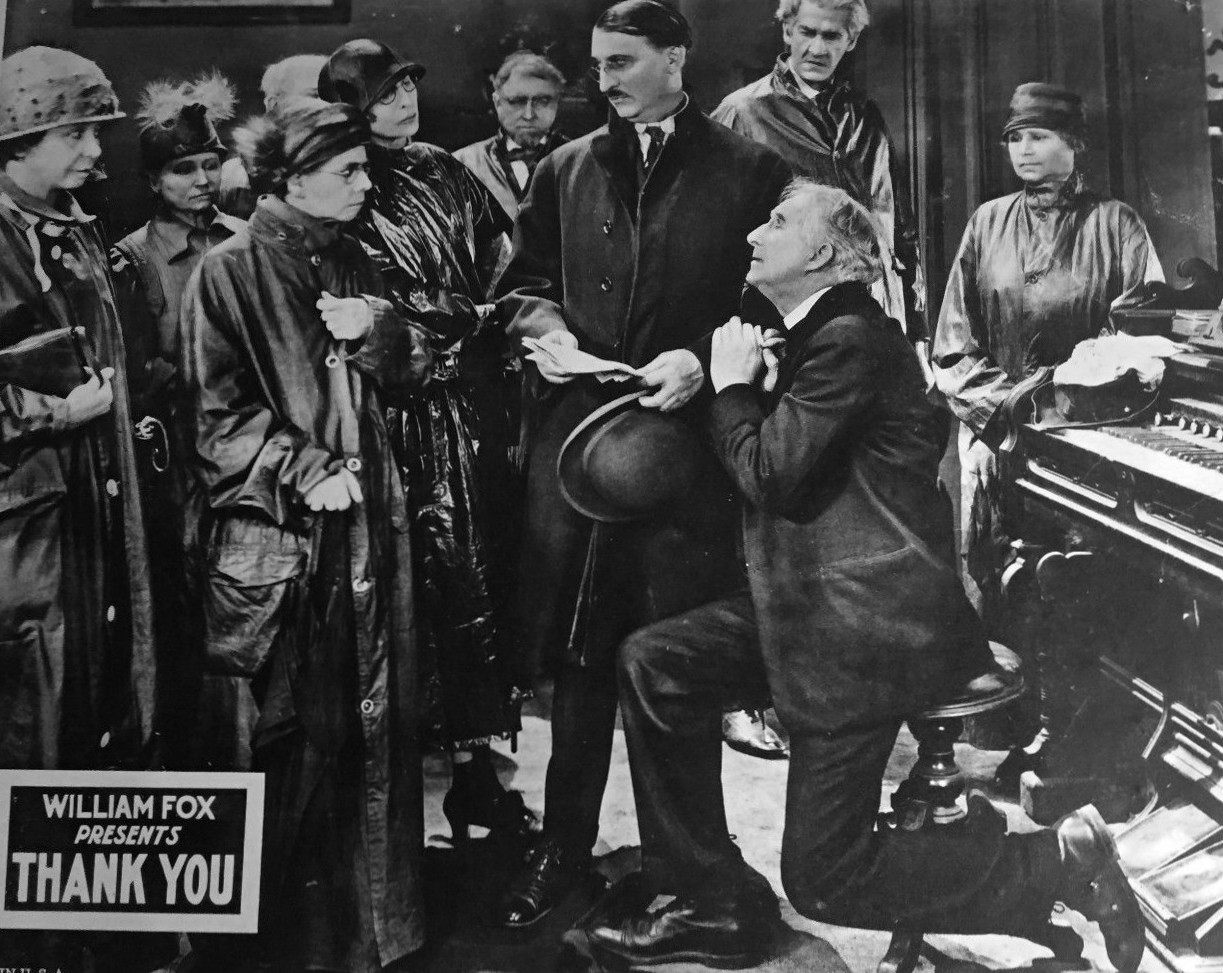
Cartão promocional do filme Thank You

Thank You (Brasil: Agradecido ) é um filme de comédia norte-americano de 1925, dirigido por John Ford. O filme é agora considerado perdido. O filme é baseado em uma peça da Broadway de 1921, Thank You, por Winchell Smith e Tom Cushing.

## Elenco
- Alec B. Francis como David Lee
- Jacqueline Logan como Diane Lee
- George O'Brien como Kenneth Jamieson
- J. Farrell MacDonald como Andy
- George Fawcett como Cornelius Jamieson
- Cyril Chadwick como Mr. Jones
- Edith Bostwick como Mrs. Jones
- Marion Harlan como Milly Jones
- Vivia Ogden como Miss Blodgett
- James Neill como Doctor Cobb
- Billy Rinaldi como Sweet, Jr.
- Aileen Manning como Hannah
- Maurice Murphy como Willie Jones
- Robert Milasch como Sweet, Sr.
- Ida Moore como Mulher fofoqueira
- Frankie Bailey como Gossiping Man
- William Courtright (não creditado)
- Richard Cummings (não creditado)
- Tommy Hicks (não creditado)